# Allophyes protai
Allophyes protai là một loài bướm đêm trong họ Noctuidae.